# Relations entre l'Inde et la Namibie
Les relations entre l'Inde et la Namibie sont les relations bilatérales de la république de l'Inde et de la république de Namibie. L'Inde a un haut commissaire à Windhoek et la Namibie a un haut commissaire à New Delhi. Le haut-commissaire de Namibie est également accrédité pour le Bangladesh, les Maldives et le Sri Lanka. En 2010, les relations ont été décrites par les responsables indiens comme étant chaleureuses et cordiales.

## Mouvement de libération
L'Inde a été l'un des premiers partisans de la SWAPO pendant le mouvement de libération de la Namibie. La première ambassade de la SWAPO a été établie en Inde en 1986. La mission d'observation de l'Inde a été transformée en Haut Commissariat à part entière le jour de l'indépendance de la Namibie, le 21 mars 1990.

## Depuis l'indépendance
L'Inde a contribué à la formation de l'armée de l'air namibienne depuis sa création en 1995. Les deux pays travaillent en étroite collaboration au sein d'organisations multilatérales mutuelles telles que les Nations unies, le Mouvement des non-alignés et le Commonwealth des Nations. La Namibie soutient l'élargissement du Conseil de sécurité des Nations unies afin d'y inclure un siège permanent pour l'Inde.

### Visites d'État
Un certain nombre de hauts fonctionnaires indiens se sont rendus en Namibie depuis l'indépendance en 1990 ; le Premier ministre indien V. P. Singh, l'ancien Premier ministre Rajiv Gandhi et d'autres politiciens de haut rang étaient en Namibie pour les célébrations du jour de l'indépendance en 1990. Le président Shankar Dayal Sharma s'est rendu en Namibie en 1995 et le premier ministre Atal Bihari Vajpayee en 1998, ainsi que de nombreuses visites ministérielles. En juillet 2010, la ministre d'État aux affaires extérieures, Preneet Kaur (en), s'est rendu en Namibie à l'occasion du 13e Conclave de l'Exim Bank sur le partenariat entre l'Inde et l'Afrique. Le président Pranab Mukherjee s'est rendu en Namibie du 15 au 17 juin 2016,,. 
Un certain nombre de hauts fonctionnaires namibiens se sont également rendus en Inde ; en 2010, le président Sam Nujoma s'était rendu en Inde à onze reprises. En août-septembre 2009, le président namibien Hifikepunye Pohamba a effectué sa première visite en tant que président en Inde. 43 chefs d'entreprise et hommes politiques ont accompagné M. Pohamba lors de ce voyage qui les a conduits à New Delhi, Bombay, Bangalore et Agra,.

### Commerce et investissements
En 2008-2009, les échanges commerciaux entre les deux pays s'élevaient à environ 80 millions de dollars US. Les principales importations de la Namibie en provenance de l'Inde étaient des médicaments et des produits pharmaceutiques, des produits chimiques, des machines agricoles, des automobiles et des pièces détachées, du verre et des articles en verre, des produits en plastique et en linoléum. L'Inde a principalement importé des métaux non ferreux, des minerais et des scories métalliques. Les produits indiens sont également exportés vers l'Afrique du Sud voisine et réimportés en Namibie sous forme d'importations sud-africaines. Les diamants namibiens sont souvent exportés vers les marchés européens du diamant avant d'être à nouveau importés en Inde. En 2009, la première vente directe de diamants namibiens à l'Inde a eu lieu. En 2008, deux entreprises indiennes ont remporté un contrat de 105 millions de dollars US de NamPower pour la pose d'une ligne à courant continu haute tension de Katima Mulilo à Otjiwarongo. La Namibie est un bénéficiaire du programme de coopération technique et économique de l'Inde (ITEC) pour les professionnels des télécommunications des pays en développement,.